# Hurricane Season
Hurricane Season is een Amerikaanse dramafilm uit 2009.

## Rolverdeling
| Acteur             | Personage     |
| ------------------ | ------------- |
| Bow Wow            | Gary          |
| Michael Gaston     | Frank Landon  |
| Taraji P. Henson   | Dayna Collins |
| Isaiah Washington  | Coach Simmons |
| Forest Whitaker    | Al Collins    |
| Lil Wayne          | Lamont        |
| Courtney B. Vance  | Mr. Randolph  |
| Irma P. Hall       | Grandma Rose  |
| China Anne McClain | Alana Collins |
| Khleo Thomas       | Raymond       |
| Bonnie Hunt        | Rector        |
| Tarra Riggs        |               |
| Robbie Jones       |               |
| Eric D. Hill Jr.   |               |
| Jackie Long        |               |